# Mayepea guianensis
Espèce
Classification APG III (2009)
Synonymes
Selon GBIF (26 avril 2022)
- Chionanthus guianensis (Aubl.) Pers.
- Chionanthus guianensis (Aubl.) P.S.Green, 1994
- Chionanthus guianensis (Aubl.) Stearn
- Chionanthus mayepea Vahl
- Chionanthus tetrandrus Vahl
- Linociera tetrandra (Vahl) R.Br.
- Linociera tetrandra R.Br. ex Roem. & Schult., 1817
- Peschiera praeclara Miers
- Tabernaemontana praeclara (Miers) R.Knuth

Mayepea guianensis est une espèce de plantes à fleurs appartenant à la famille des Oleaceae (familles de l'olivier). C'est un arbre néotropical.
Il s'agit de l'espèce type du genre Mayepea Aubl..

## Répartition
Mayepea guianensis n'est connu de manière certaine que de la collecte type supposée provenir de la montagne de Kaw (Guyane), et n'a jamais été retrouvé par la suite.
Aublet est généralement fiable quant à la provenance de ses collectes, et il pourrait s'agir d'une espèce endémique rare, très isolée, et jamais retrouvée. 
Cependant, l'absence de données de Chionanthus en Amazonie orientale laisse suspecter une erreur d'étiquetage : la collecte d'Aublet pourrait par exemple avoir été effectuée en Haïti lors de son séjour de quelques mois en 1764-65 au retour de Guyane (7 espèces du genre existent sur Hispaniola).

## Diagnose

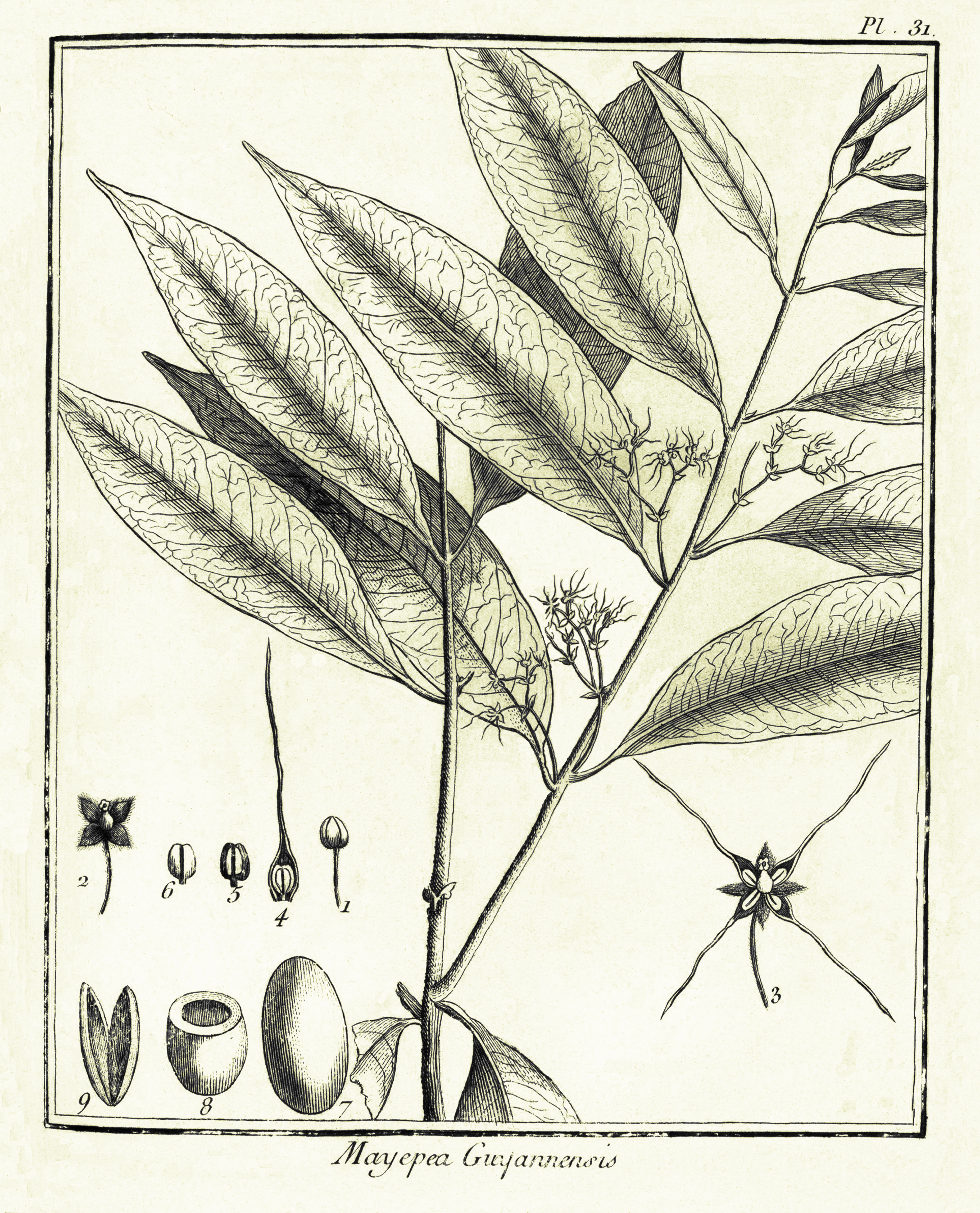
Mayepea guianensis par Aublet (1775)
Planche 31 : Le fruit eſt repréſente dans ſon état naturel. On a ſeulement groſſi toutes les parties de la fleur. - 1. Bouton de fleur. - 2. Calice. Ovaire. Stigmate. - 3. Fleur épanouie. - 4. Un pétale ſéparé. Une étamine. - 5. Étamine ſéparée, ouverte en deux bourſes. - 6. Étamine. - 7. Baie. - 8. Baie coupée en travers. - 9. Amande partagée en deux cotylédons.

En 1775, le botaniste Aublet propose la diagnose suivante : 

« MAYEPEA Guianenſis. (Tabula 31.)
Frutex humilis; trunco ſex-pedali, in ſummitate ramoſo. Cortex trunci candicans & amarus. Folia alterna, quandoque oppoſita, glabra, integerrima, ovato-oblonga, acuta. Flores axillares, corymboſi, albi, ſuavem odorem ſpirantes. Fructus; drupa olivæformis, carnoſa, unilocularis ; nucleus lignoſus ejuſdem figuræ.
Florebat Februario.
Habitat in ſylvis Caux dictis.

LE MAYEPE de la Guiane (Planche 31.)
Cet arbre eſt de moyenne grandeur. Son tronc a cinq ou ſix pieds de haut, ſur environ cinq pouces de diamètre. Son écorce eſt blanchâtre, ainſi que ſon bois. Il pouſſe à ſon ſommet, des branches rameuſes. Elles ſont chargées de feuilles oppoſées, ou preſque oppoſées, vertes, liſſes, minces, fermés, longues, ovales, terminées en pointe. Les plus grandes feuilles ont ſept pouces de long ſur deux de large. Leur pédicule eſt court, renfle, & dur à ſa baſe.
Les fleurs naiſſent par bouquet, a l'aiſſelle des feuilles. Le calice eſt très petit, d'une ſeule pièce, diviſée en quatre parties aiguës. La corolle eſt a quatre pétales attaches par un onglet entre les diviſions du calice. Ils ſont blancs, concaves, & termines chacun par un filet de trois lignes de longueur.
Les étamines ſont au nombre de quatre. Leur filet eſt très court, attaché à l'onglet des pétales.
L'anthère eſt oblongue, a deux bourſes couchées dans la cavité des pétales.
Le piſtil eſt un ovaire rond, oblong, ſurmonté d'un stigmate large, charnu & évaſé.
L'ovaire devient une baie de la groſſeur d'une olive. Son écorce eſt violette, ſucculente, épaiſſe de deux lignes, ſous laquelle eſt renferme un noyau qui contient une amande qui ſe partage en deux cotylédons.
Les fleurs exalent une odeur douce & agréable. L'écorce du fruit eſt amère.
J'ai trouvé cet arbre dans les forêts de Caux.
Le mayepe étoit en fleur dans le mois de Février.
Le fruit eſt repréſente dans ſon état naturel. On a ſeulement groſſi toutes les parties de la fleur. »

— Fusée-Aublet, 1775